# Калитино (Дмитриевское сельское поселение)
Калитино — деревня в Даниловском районе Ярославской области. Входит в состав Дмитриевского сельского поселения.

## География
Находится в северо-восточной части Ярославской области на расстоянии приблизительно 8 километров на юг-юго-запад по прямой от железнодорожного вокзала города Данилова, административного центра района.

## История
В 1859 году здесь (деревня Даниловского уезда Ярославской губернии) было учтено 15 дворов .

## Население
Численность населения: 64 человека (1859 год), 13 (русские 100 %) в 2002 году, 4 в 2010.